# Funginus
Funginus is een geslacht van neteldieren uit de klasse van de Anthozoa (bloemdieren).

## Soort
- Funginus heimi Tixier-Durivault, 1970